# Налоговая система Великобритании
Налоговая система Великобритании построена на двух уровнях: местного правительства и центрального правительства (через Налоговое Управление). Местное правительство содержится за счет государственных грантов, налогов на коммерческую недвижимость, местного налога и, особенно в последнее время, за счет таких прибылей, как плата за парковку на улицах. Содержание центрального правительства происходит в основном за счет подоходного налога, выплат по обязательному национальному страхованию, НДС, корпоративных налогов и акцизных налогов на топливо, табак и алкоголь.

## Резидентство и домицилий
Любая прибыль, полученная на территории Соединённого Королевства, облагается налогом независимо от места проживания или формального резидентства лица или страны регистрации компании.
Для частных лиц это означает следующее. Лица, не являющиеся налоговыми резидентами в Великобритании, платят налог только на прибыль, полученную на территории Великобритании. Доход, полученный за пределами Великобритании, налогом не облагается.
Для лиц, являющихся налоговыми резидентами с домицилием в Великобритании, налогом облагаются как прибыль, полученная на территории Великобритании, так и прибыль, полученная за её пределами.
Лица, являющиеся налоговыми резидентами с домицилием в любой другой стране кроме Великобритании, обязаны платить налог на прибыль, полученную на территории Великобритании. Прибыль, полученная за пределами Великобритании, облагается налогом только в том случае, если она ввозится на территорию Великобритании. Для таких лиц Великобритания является страной с льготным налоговым режимом.
Домицилий также влияет на налог на наследство и налог на прирост капитала.

## Подоходный налог
Подоходный налог является основным налогом, собираемым государством. Налог является прогрессивным, то есть зависит от суммы дохода.
Первоначальная сумма дохода налогом не облагается для всех частных лиц. В 2009—10 году эта сумма составит £6 475. В 2008-09 году ставка 10 % была отменена, кроме доходов от сберегательных вкладов, если остальные доходы меньше £2 320 в год. В 2009-10 году эта сумма повышена до £2 440.

### Налоговые ставки в 2010
| Уровень налоговой ставки | Доход от дивидендов | Доход с накопительных банковских вкладов | Другие доходы | Уровень дохода в фунтах (сверх первоначальной суммы, не подлежащей налогообложению) |
| ------------------------ | ------------------- | ---------------------------------------- | ------------- | ----------------------------------------------------------------------------------- |
| Начальный уровень        | 0 %                 | 10 %                                     | 0 %           | 0—2 440                                                                             |
| Базовый уровень          | 10 %                | 20 %                                     | 20 %          | 2 441—37 400                                                                        |
| Максимальный уровень     | 32,5 %              | 40 %                                     | 40 %          | свыше 37 400                                                                        |

### Налоговые ставки в 2014—2015[2]
| Уровень налоговой ставки | Доход от дивидендов | Доход с накопительных банковских вкладов | Другие доходы | Уровень дохода в фунтах (сверх первоначальной суммы, не подлежащей налогообложению) |
| ------------------------ | ------------------- | ---------------------------------------- | ------------- | ----------------------------------------------------------------------------------- |
| Начальный уровень        | 10 %                | 20 %                                     | 20 %          | £10,000 — £41,865                                                                   |
| Базовый уровень          | 32,5 %              | 40 %                                     | 40 %          | £41,866- £150,000                                                                   |
| Максимальный уровень     | 37,5 %              | 42,5 %                                   | 45 %          | свыше £150,000                                                                      |

## Налог на прирост капитала
Приростом капитала называется прибыль от продажи капитальных активов. Капитальными активами могут быть как недвижимость, так и финансовые активы (акции, облигации и т. д.).
Налог на прирост капитала взимается по маржинальной ставке с чистого прироста капитала (после вычетов затрат и убытков).
Уровень налога зависит от периода времени, в течение которого актив находился в собственности и общего уровня доходов, подлежащих налогообложению.
Для частных лиц налог исчисляется несколько иначе, чем для компаний и зависит, помимо прочего, от назначения актива — коммерческий или частный. Налогоплательщикам предоставляется налоговая скидка: определённая первоначальная сумма прироста капитала налогом не облагается. Эта сумма будет составлять £10,100 в год.
Для компаний налоговой скидки на первоначальную сумму не существует. Вместо зависимости уровня налога от длины периода владения активом, определённые скидки могут быть предоставлены в соответствии с индексом розничных цен.

## Налогообложение для нерезидентов в Великобритании

#### Определение нерезидента
Лицо считается нерезидентом для целей налогообложения, если оно проводит менее 183 дней в налоговом году в Великобритании и не имеет постоянного места жительства в стране.

#### Основные положения налогообложения нерезидентов
1. Объект налогообложения:  Нерезиденты облагаются налогом на доходы, полученные из источников в Великобритании. Это включает:
  - Доходы от аренды недвижимости.
  - Заработную плату за работу, выполненную в Великобритании.
  - Дивиденды от британских компаний.
  - Прибыль от продажи активов, находящихся в Великобритании (например, недвижимость, ценных бумаг, доход от дивидендов).

#### Налог на доход от биржевой деятельности
Ставка налога: от 7% (в определённых случаях может быть выше)
Описание: Нерезиденты, получающие доход от торговли на бирже (акции, облигации и другие ценные бумаги), облагаются налогом по ставке 3.5% на весь доход от такой деятельности.
- Налог на прирост капитала (Capital Gains Tax, CGT): Применяется к прибыли от продажи активов, таких как недвижимость, находящаяся в Великобритании. Ставки зависят от уровня дохода: 10% или 20% для прироста от большинства активов. 18% или 28% для прироста от жилой недвижимости.

#### Условия вывода средств за пределы Великобритании
1. Уплата налогов перед выводом средств:
  - Нерезиденты, получающие доходы в Великобритании и планирующие выводить средства за пределы страны, обязаны уплатить соответствующие налоги до получения средств.
  - Например, если нерезидент сдает в аренду недвижимость в Великобритании, арендаторы должны удерживать налог на арендные платежи и перечислять его в HMRC перед отправкой оставшихся средств владельцу-нерезиденту.
2. Процедура уплаты налогов:
  - Доходы, полученные в Великобритании, должны быть задекларированы в налоговой декларации.
  - Все налоги должны быть уплачены до вывода средств за границу.
  - Процедура может включать подачу декларации и уплату налога через систему HMRC.

#### Отчётность и обязательства
1. Декларация и сроки:
  - Нерезиденты обязаны подавать годовую налоговую декларацию, если у них есть доходы из источников в Великобритании.
  - Крайний срок подачи декларации - 31 января следующего налогового года.
2. Штрафы за просрочку:
  - Несвоевременная подача декларации или уплата налогов может привести к штрафам и пеням.
  - Штрафы варьируются в зависимости от периода просрочки и суммы налога.

## Налоговый год
Налоговый год (Tax Year или Fiscal Year) в Великобритании начинается 6 апреля и заканчивается 5 апреля следующего года.
Выбор странных дат для налогового года уходит корнями в прошлое. В 1752 году Англия перешла с Юлианского календаря, по которому новый год, равно как и налоговый, начинался 25 марта, на Григорианский календарь с началом нового года 1 января. Два календаря отличались на 11 дней, и правительство, не желая терять налоги за эти дни, перенесло начало налогового года на 5 апреля, а в 1800 году на 6 апреля.

## Единый социальный налог
Второй основной источник финансирования государства — это обязательные выплаты по национальному страхованию. Этот налог платится как самими налогоплательщиками, так и работодателями. Существует несколько уровней выплат по национальному страхованию для разных категорий налогоплательщиков. Для работающих по найму налогоплательщиков этот уровень составляет 11 % от зарплаты, плюс работодатель обязан платить 12,8 % за каждого наемного работника. Лица, занимающиеся собственным бизнесом, замужние неработающие женщины и лица, занимающиеся благотворительностью, также обязаны выплачивать по национальному страхованию.

## НДС
Налог на добавленную стоимость (НДС, VAT — Value added tax) — косвенный налог, форма изъятия в бюджет части добавленной стоимости, которая создается на всех стадиях процесса производства товаров, работ и услуг и вносится в бюджет по мере реализации.
НДС является третьим важным источником доходов государства и составляет 17,5 %.
С ноября 2008 года был снижен до 15 %. С января 2011 Великобритания повысила НДС до 20 %.
До 30 сентября 2021 года для гостиничного и развлекательного бизнеса введена сниженная ставка НДС в размере 5% для гостиничного бизнеса, мест отдыха и аттракционов. С 1 октября 2021 года на основании Закона о Финансах от 10 июня  НДС для данных типов бизнеса будет увеличена до 12,5%, а с 31 марта 2022 года вернётся к стандартной ставке.

## Корпоративный налог
Четвёртый источник финансирования государства — корпоративный налог (Corporation Tax), которым облагаются прибыль и доходы компаний.
С 2006 существуют два уровня корпоративного налога. Налог в 30 % платится компаниями, доход которых превышает 1.5 миллиона фунтов. Для компаний с меньшим доходом уровень налога составляет 19 %. С 1 апреля 2023 года стандартная ставка корпоративного налога повысится до 25% 
Компании, занимающиеся нефтяными разработками, платят дополнительный корпоративный налог в размере 20 %.

## Гербовый сбор
Гербовый сбор в размере 0,5 % взимается при покупке/продаже акций и определённых ценных бумаг.
Гербовый сбор при покупке недвижимости зависит от стоимости недвижимости и может достигать 7 %.

## Акцизный налог
Акциз, один из видов косвенного налога, налагается на такие вещи, как бензин, алкоголь, табак, азартные игры и средства передвижения.

## Налог на наследство
Налог на наследство — прямой налог, которым облагается имущество и/или денежные средства покойного. Плательщиком данного налога является наследник покойного.
Налогом облагаются:
- Имущество покойного, включая недвижимость, денежные накопления, ценные бумаги и т. д.
- Подарки, сделанные покойному меньше, чем за семь лет до смерти
- Некоторые активы, не находившиеся в непосредственном владении покойного, но статус которых изменился после его смерти (наиболее распространённый пример — пожизненное право на доходы с капитала, технически не принадлежавшего покойному).

Первые £325 000 наследства налогом не облагаются (2015—2016 год). Все, превышающее это сумму, облагается налогом в 40 %.
Переход имущества от умершего супруга к оставшемуся супругу налогом на наследство не облагается.